# Bogra Sadar
Bogra Sadar es un subdistrito (upazila) del distrito (zila) de Bogra, de la región de Rajshahi, en Bangladés, con una población censada en marzo de 2011 de 555 014 habitantes.
Se encuentra ubicado al noroeste del país, cerca del Yamuna, la principal rama en la que se divide el río Brahmaputra.